# Henman Offenburg

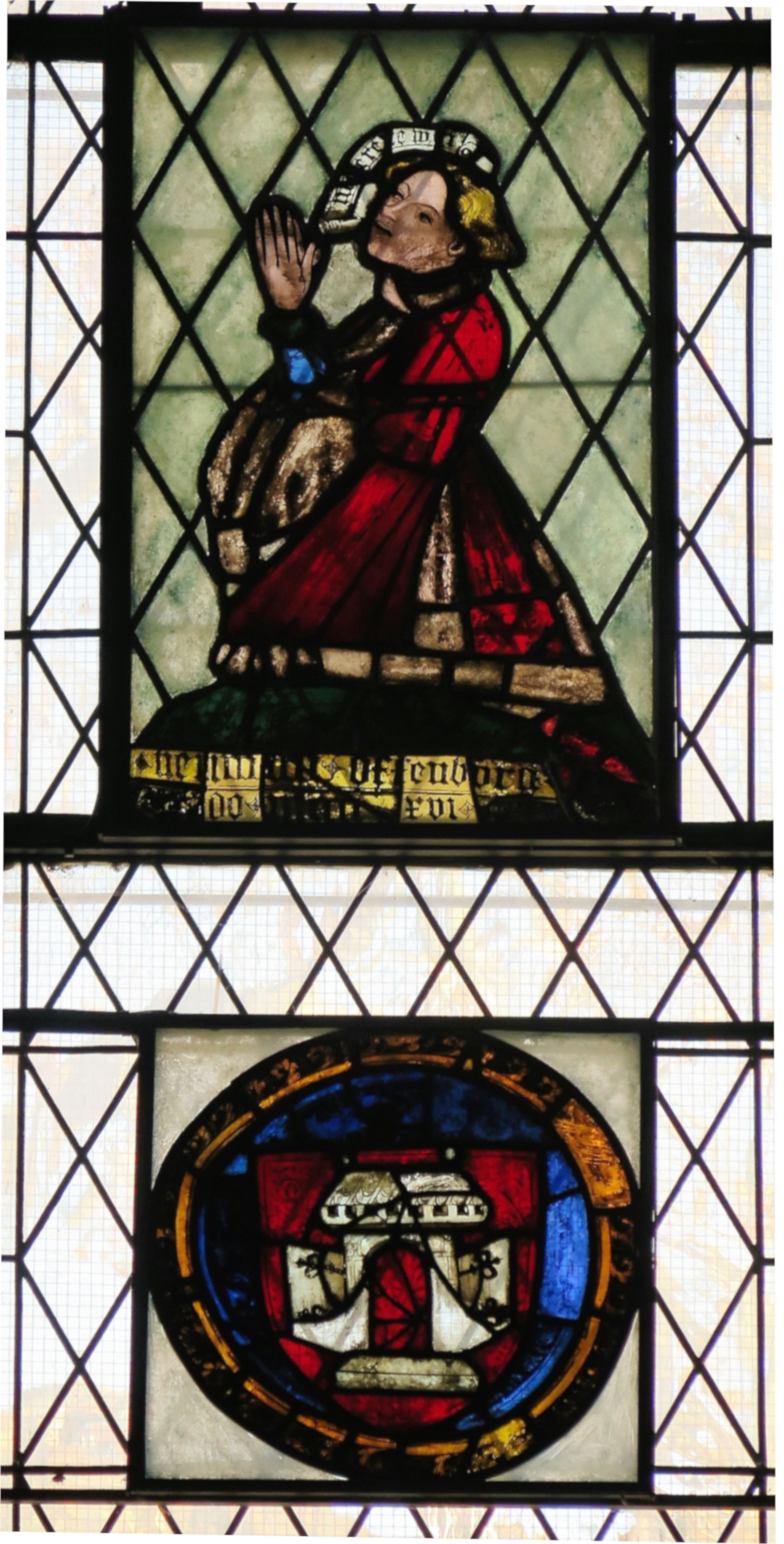
Bildnis und Wappen des Henman Offenburg in der Kartause St. Margarethental, Basel

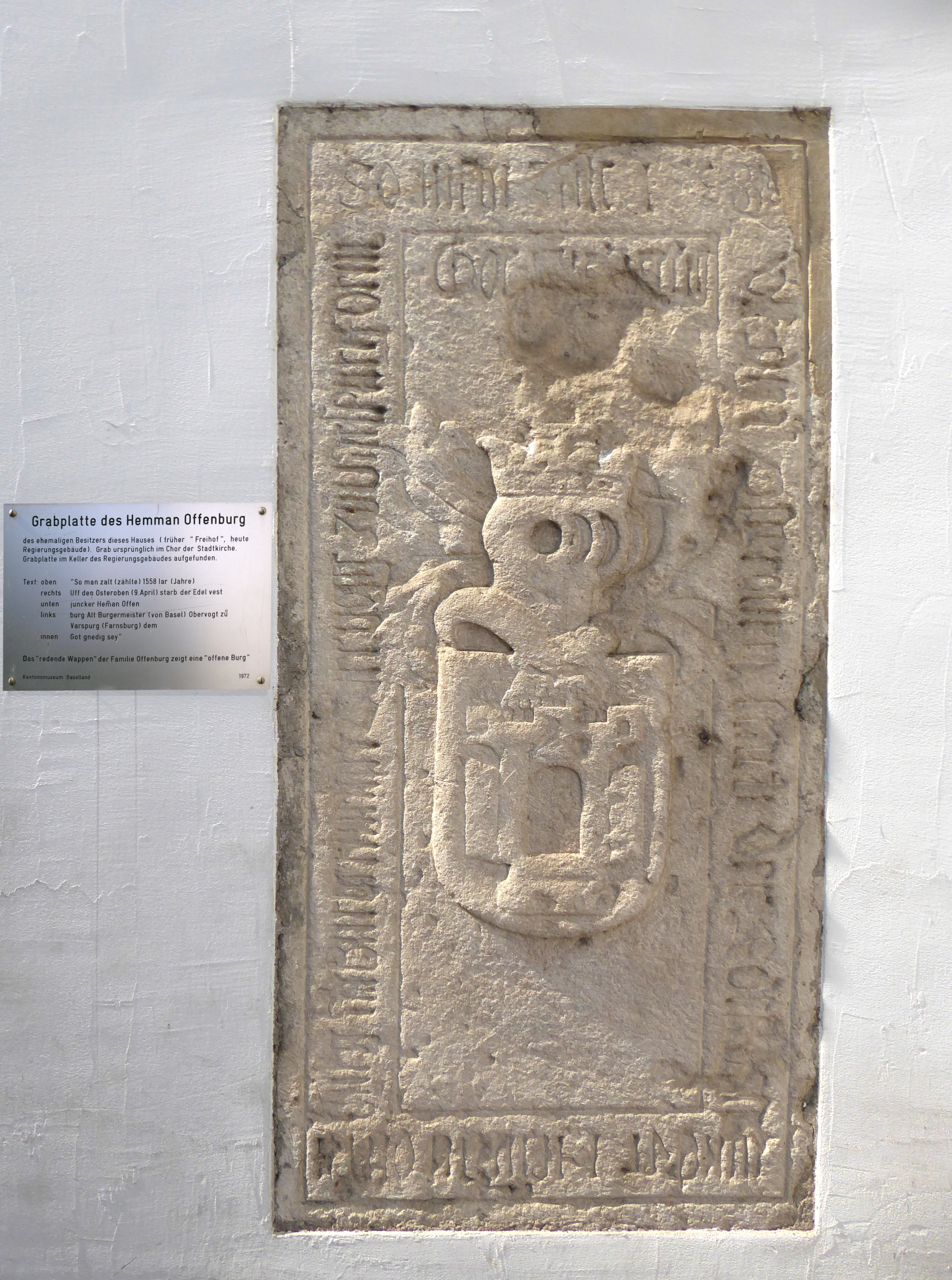
Grabplatte an der rechten Seite des Regierungsgebäudes in Liestal

Henman Offenburg (* 1379 in Basel; † 9. April 1458 ebenda) war ein Kaufmann, Politiker, Diplomat und Chronist in Basel.

## Leben und Werk
Henman Offenburg, Sohn eines Apothekers aus einem Basler Achtburgergeschlecht, betätigte sich als Kaufmann. Während des Konzils in Konstanz führte er eine Bank. 1417 verlieh ihm König Sigismund, den er in Finanzfragen beriet, einen Wappenbrief und die Ritterwürde. Am 9. September 1428 erhielt er vom Freiherr Hans (III.) von Falkenstein, Landgraf im Sisgau, die Herrschaft Schauenburg zu Lehen mit der Hohen- und niederen Gerichtsbarkeit bis an die angrenzenden Dörfer und Städte, nachdem er die Ruine Alt-Schauenburg und die Burg Schauenburg erworben hatte. 1433 schlug ihn der soeben zum Kaiser gekrönte Sigismund zum Ritter. 1437 unternahm er eine Pilgerfahrt ins Heilige Land, wo er in Jerusalem zum Ritter des Hl. Grabes ernannt wurde.
Henman Offenburg gehörte ab 1406 – zuerst als Zunftvertreter, dann als Vertreter der Achtburger und ab 1435 als Ritter – bis zu seinem Tod dem Kleinen Rat in Basel an und bekleidete viermal die Würde eines Oberstzunftmeisters. Zudem wurde er von seiner Vaterstadt, aber auch vom Basler Konzil und von Kaiser Sigismund, mehrfach mit diplomatischen Missionen betraut. Aufgrund seiner österreichischen Lehen wurde er 1445 vorübergehend aus dem Rat ausgeschlossen. In dieser Zeit verfasste er eine autobiografische Rechtfertigungsschrift, in der er die Jahre 1413 bis 1445 Revue passieren liess.
Offenburgs Grabplatte ist an der Hausfassade des Regierungsgebäudes in Liestal angebracht.

## Werke
- Die Chronik Henmann Offenburgs. In: Basler Chroniken, Bd. 5, 1895, hrsg. von A. Bernoulli, Leipzig 1895, S. 201–299. (Digitalisat im Internet Archive).